# Schiffbauspiel

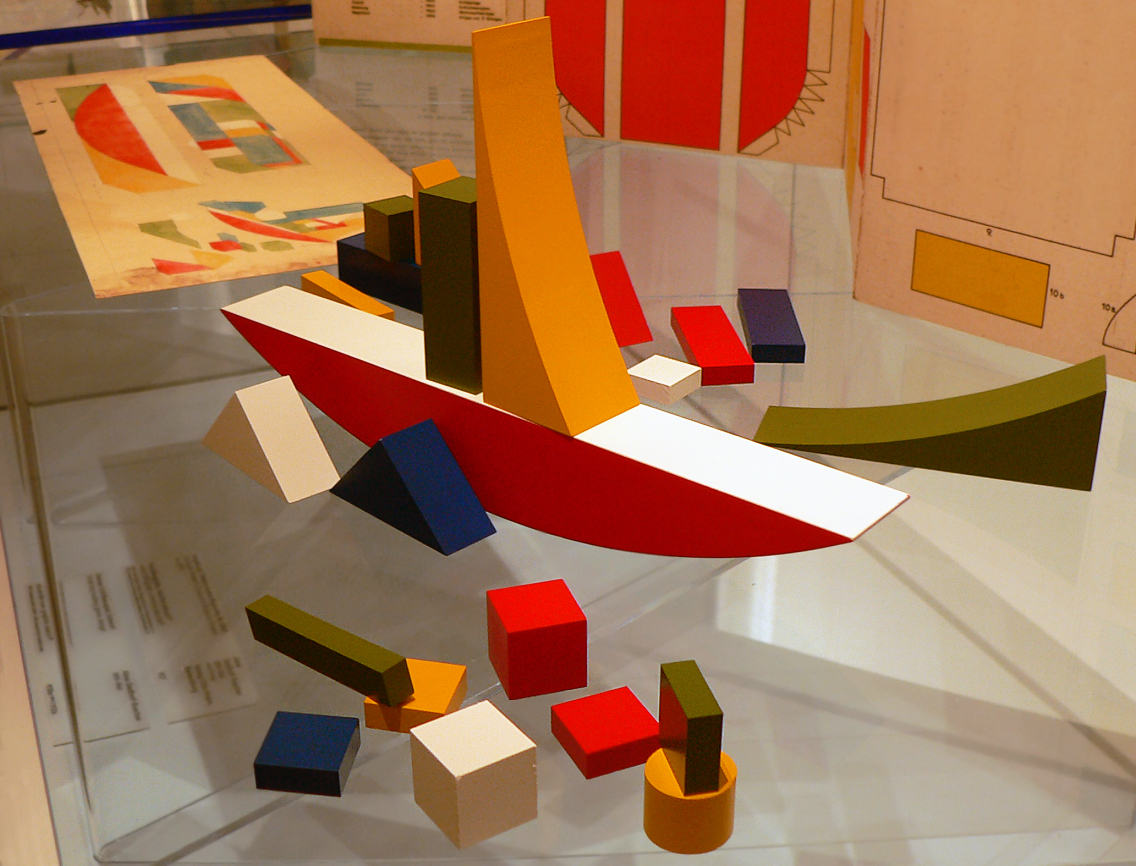
Kleines Schiffbauspiel

Beim Schiffbauspiel handelt es sich um einen Baukasten, der beim Kleinen Schiffbauspiel aus 22 Teilen und beim Großen Schiffbauspiel aus 39 Teilen besteht. Er wurde von der Kunsthandwerkerin Alma Siedhoff-Buscher 1923 und 1924 am Bauhaus entworfen. Das Kleine Schiffbauspiel zählt zu ihren wichtigsten Arbeiten am Bauhaus und wird noch heute hergestellt.

## Beschreibung
Die beiden Baukästen bestehen aus verschiedenen Holzelementen. Sie lassen sich beliebig zusammensetzen, unter anderem zu einem Segelschiff. Die Holzteile sind in hellen, fröhlichen Farben gefasst, wobei die Bauhausfarben Rot, Gelb und Blau durch Grün und Weiß ergänzt werden. Die Teile des Kleinen Schiffbauspiels formen lückenlos ineinander gepuzzelt einen geschlossenen Quader, der in den Verpackungskarton des Spiels passt.
Auf einer Verpackung des Bauhaus-Archiv ist das Spiel  beschrieben als: „Bauspiel: Ein Schiff, das auch Berg- und Talbahn, eine Tür, ein Tier und vieles sonst noch sein kann.“ Alma Siedhoff-Buscher selbst beschrieb das Schiffbauspiel folgendermaßen:
„Es will nichts sein – kein Kubismus, kein Expressionismus, nur ein lustiges Farbenspiel aus glatten und eckigen Formen nach dem Prinzip der alten Baukästen.“

## Geschichte

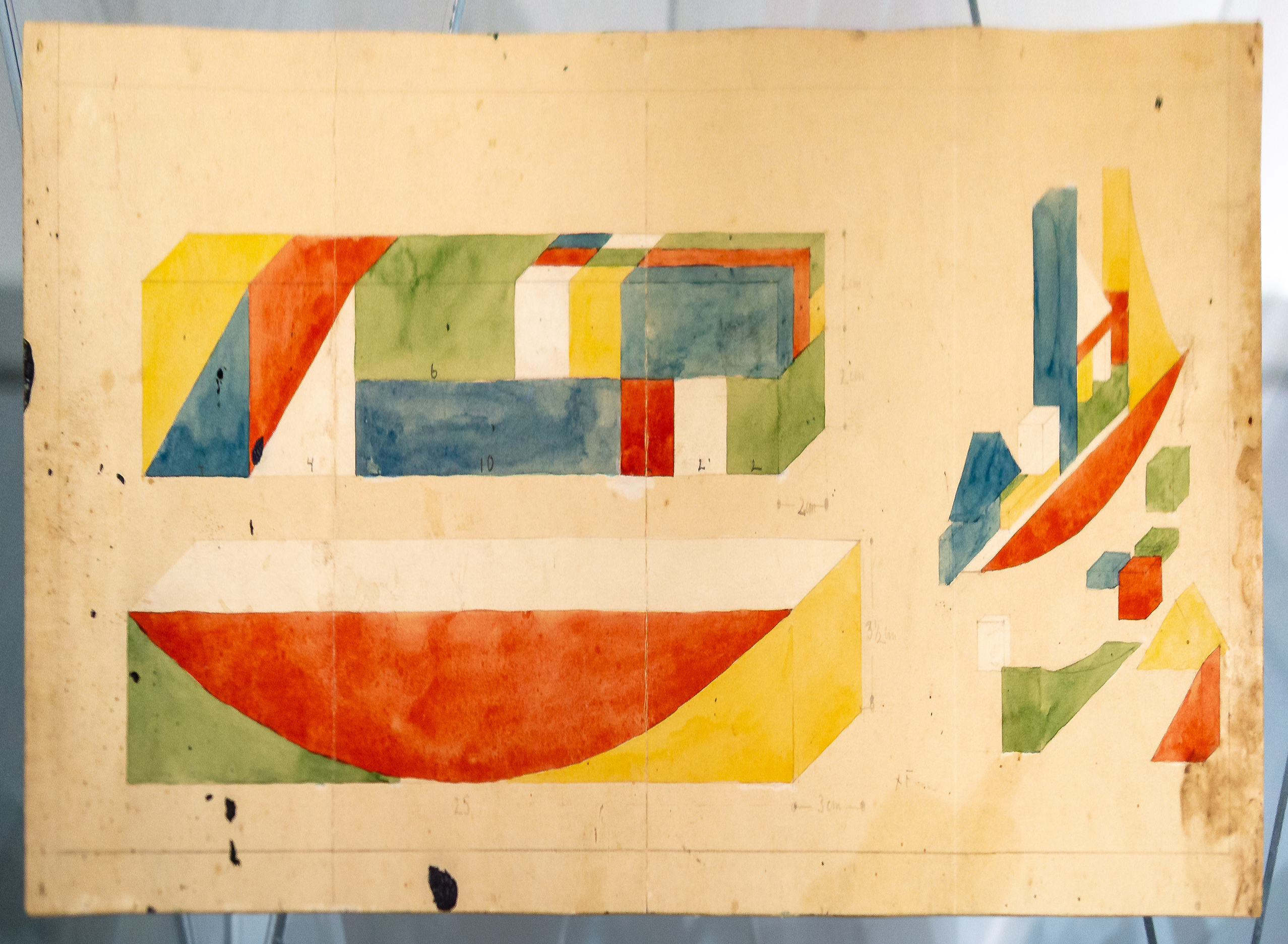
Entwurfszeichnung zum Schiffbauspiel, um 1920

Alma Siedhoff-Buscher entwickelte am Bauhaus Funktionsmöbel und kindgerechtes Spielzeug. Das Kleine Schiffbauspiel entstand für das Kinderzimmer im Musterhaus Am Horn, das sie gemeinsam mit Erich Brendel 1923 in Weimar gestaltete. Hergestellt wurde es in der Holzbildhauerei des Bauhauses; bemalt in der Werkstatt für Wandmalerei. Der Bausatz entsprach der Forderung Walter Gropius’ nach attraktiven und gleichzeitig industriell herstellbaren Produkten. Das Kleine Schiffbauspiel wird als Re-Edition seit 1977 vom Schweizer Hersteller Naef Spiele AG  produziert.

## Pädagogischer Nutzen und Bewertung
Beim Schiffbauspiel handelt es sich um ein offenes Spielsystem, bei dem dem Kind nicht vorgeschrieben wird, was es mit den verschiedenen Holzelementen zu tun hat. Es werden Freiheiten gelassen, die die Kreativität und Fantasie anregen. Zur Entstehungszeit des Spiels in den 1920er Jahren war ein derartiges pädagogisches Konzept fundamental neu, und Alma Buscher war ihrer Zeit weit voraus. Mit dem Schiffbauspiel gelang es ihr, ein kindgerechtes Spielzeug zu entwickeln, das auch die Möglichkeit der Nachahmung mit den Bauelementen bietet.